# Canidelo (Vila Nova de Gaia)
Canidelo ist eine Gemeinde im Nordwesten Portugals.
Canidelo gehört zum Kreis und zur Stadt Vila Nova de Gaia im Distrikt Porto, besitzt eine Fläche von 8,9 km² und hat 28.054 Einwohner (Stand 19. April 2021).